# Kadubiwzi
Kadubiwzi (ukrainisch Кадубівці; russisch Кадубовцы Kadubowzy, rumänisch Cadobeşti, deutsch (bis 1918) Kadobestie) ist ein Dorf im Norden der ukrainischen Oblast Tscherniwzi mit etwa 3100 Einwohnern (2022).
Das in der Bukowina gelegene, 1589 erstmals schriftlich erwähnte Dorf liegt auf 257 m Höhe im Norden des Rajon Tscherniwzi an der Fernstraße M 19/E 85 10 km nordwestlich vom ehemaligen Rajonzentrum Sastawna und etwa 40 km nördlich vom Oblastzentrum Czernowitz.
Am 31. Mai 2019 wurde das Dorf zum Zentrum der neu gegründeten Landgemeinde Kadubiwzi (Кадубовецька сільська громада/Kadubowezka silska hromada). Zu dieser zählten auch die 5 in der untenstehenden Tabelle aufgelistetenen Dörfer; bis dahin bildete es die Landratsgemeinde Kadubiwzi (Кадубовецька сільська рада/Kadubowezka silska rada) im Rajon Sastawna.
Seit dem 17. Juli 2020 ist der Ort ein Teil des Rajons Tscherniwzi.
Folgende Orte sind neben dem Hauptort Kadubiwzi Teil der Gemeinde:
| Name                     | Name       | Name                      | Name       | Name        |
| ukrainisch transkribiert | ukrainisch | russisch                  | rumänisch  | deutsch     |
| ------------------------ | ---------- | ------------------------- | ---------- | ----------- |
| Chreschtschatyk          | Хрещатик   | Крещатик (Kreschtschatik) | Crişceatec | Kryszczatek |
| Kuliwzi                  | Кулівці    | Кулевцы (Kulewzy)         | Culeuţi    | Kuleutz     |
| Repuschynzi              | Репужинці  | Репужинцы (Repuschinzy)   | Răpujineţ  | Repużynetz  |
| Tschunkiw                | Чуньків    | Чуньков (Tschunkow)       | Cincău     | Czinkeu     |
| Wassyliw                 | Василів    | Васильев (Wassiljew)      | Vasilău    | Wassileu    |

## Söhne und Töchter der Ortschaft
- Wassylij, Metropolit der Ukrainisch-Griechisch-Orthodoxen Kirche von Kanada kam am 1. November 1909 als Wassyl Wassylowytsch Fedak (Васи́ль Васильович Феда́к) im Dorf zur Welt. Er starb am 10. Januar 2005 in Winnipeg.